# Corinne Dupont
Pour les articles homonymes, voir Dupont ou Dupond.
Corinne Dupont est une  sage-femme et chercheuse française.

## Biographie

### Formation
Corinne Dupont est diplômée en 1992. Elle obtient un doctorat en 2009 puis une habilitation à diriger les recherches en 2016.

### Carrière
Corinne Dupont exerce d'abord à la clinique Champ Fleuri de Décines, puis à l’hôpital Édouard-Herriot.
En 2015, elle s'exprime sur le meilleur moment pour couper le cordon ombilical.
En 2019, la loi change et reconnait la maïeutique comme discipline universitaire permettant aux sages-femmes d'envisager une carrière d'enseignant-chercheur.
En septembre 2021, elle prend ses fonctions de professeure des universités dans l‘Unité de Formation et de Recherche de la Faculté de Médecine et de Maïeutique Lyon Sud qui fait partie de l’Université Claude Bernard Lyon 1. Elle est la première sage-femme professeure des universités,,.

## Distinction
Corinne Dupont est décorée chevalière de la légion d'honneur en 2022 pour son travail,.